# État de civilisation
 (décembre 2018).
Si vous disposez d'ouvrages ou d'articles de référence ou si vous connaissez des sites web de qualité traitant du thème abordé ici, merci de compléter l'article en donnant les références utiles à sa vérifiabilité et en les liant à la section « Notes et références ».
L’État de civilisation (en anglais Civilization State) est un concept exposé par l’Institut interuniversitaire de Genève (INU) dans un article intitulé : « La coexistence des sphères de civilisations: de l’État-nation à l’État de civilisation » sur son site .
Il est basé sur l’ouvrage Coexisiting contemporary civilisations. Arabo-muslim, bharati, chinese, and western de Guy Ankerl. INUPRESS, Genève, 2000, avec bibl. 501 p.(pp. 346-351),  (ISBN 2-88155-004-5).
L’État national est un concept occidental basé le plus souvent sur une communauté linguistique (paroles) - en anglais speech community - dont les membres sont liés par leur langue maternelle. (À cet égard, voir Patrick Griffin: The people with no name: Irland’s Ulster scots, America’s scots, irish and the creation of an British atlantic world.1689-1764. Princeton UP, Princeton, 2001.)
Une sphère de civilisation englobe une population reliée par l’Écriture, elle-même relevant le plus souvent de doctrines - révélées ou non, - “axiomatiques” considérées comme fondamentales pour le mode de vie collectif de cette civilisation. Une même écriture est fréquemment adoptée par des communautés linguistiques différentes.
Un État de civilisation est une entité politique représentant une sphère de civilisation. Il assure le maintien durable d’un mode de vie collectif autonome, par son ordre légal et ses propres institutions recouvrant une population et un territoire suffisamment étendus.
- La Chine, avec son écriture idéographique, est le prototype de l’État de civilisation.
- L’Inde (en sanskrit Bharat) est aussi un État de civilisation. L’écriture (déva)nagari est le principal support de la tradition védique.
- La civilisation occidentale utilise l’écriture (greco-)latine, même si la constellation des signes écrits, - “mot de forme” - n’a pas la même signification au travers de régions linguistiques différentes. C’est le cas contraire en Chine. (Dans la civilisation occidentale, seuls les chiffres dits arabes, en tant que signes, montrent une analogie avec l’Ecriture chinoise, car les signes restent compréhensibles au travers de régions et d’époques différentes, bien qu’ils soient prononcés différemment.)
- La sphère de civilisation musulmane est également reliée par son écriture; l’écriture arabe (et ses dérivés). Son appartenance à l’écriture sainte du Coran symbolise son unité. Toutefois, dans l’histoire contemporaine, la civilisation arabo-musulmane n’a pas encore pu constituer un État de civilisation représentatif sur le plan international.

La constitution d’États de civilisation peut être considérée comme une étape importante vers une globalisation consensuelle et équilibrée, où l’intégration politique et culturelle prime sur l’intégration financière du monde.